# Grigore Cobălcescu
Grigore Cobălcescu (Iași, 1831-Iași, 1892) fue un profesor, geólogo y paleontólogo rumano.

## Biografía
Nacido el 22 de diciembre de 1831 en Iași, ya en 1852 fue nombrado profesor de ciencias naturales en el gymnasium de Iaşi y luego ocupó la cátedra de geología y mineralogía en la Universidad de Iași desde 1866 hasta 1892. Falleció en su ciudad natal el 21 de mayo de 1892.
Fue miembro de la Academia Rumana y miembro correspondiente de varias academias en el extranjero. Entre sus publicaciones sea encontraron títulos como Manual elementar de geologie, studii geologice şi paleontologice asupra unor terenurt terțiare din unele părţi ale României (1883) y Despre originea şi zdcemintele petrolului în general şi particular în Carpaţi (1887).